# Нортпорт (Вашингтон)
Нортпорт (енгл. Northport) град је у америчкој савезној држави Вашингтон. По попису становништва из 2010. у њему је живело 295 становника.

## Демографија
Према попису становништва из 2010. у граду је живело 295 становника, што је 41 (12,2%) становника мање него 2000. године.
| Група             | 2000.       | 2010.       |
| Белци             | 303 (90,2%) | 267 (90,5%) |
| Афроамериканци    | 0 (0,0%)    | 1 (0,3%)    |
| Азијати           | 2 (0,6%)    | 2 (0,7%)    |
| Хиспаноамериканци | 18 (5,4%)   | 12 (4,1%)   |
| Укупно            | 336         | 295         |